# USS Texas (1892)
Pour les autres navires du même nom, voir USS Texas.
L'USS Texas était le premier cuirassé de l'United States Navy à son lancement en 1895. Construits en réponse au cuirassé brésilien Riachuelo (en) et à l'accroissement des forces navales sud-américaines, l'USS Texas et son presque jumeau, l'USS Maine, reflétaient les derniers développements de la construction navale européenne. Ses deux tourelles étaient ainsi disposées en échelon sur un sponson de chaque côté du navire avec des ouvertures dans la superstructure pour permettre les tirs en travers du pont. Néanmoins, durant leur longue construction liée aux limitations de l'industrie américaine, les évolutions de la technologie navale firent qu'à leur entrée en service, les deux navires étaient déjà obsolètes. Malgré cela, l'USS Texas était considéré comme un progrès dans la construction navale militaire américaine.
L'USS Texas gagna une réputation de navire maudit ou malchanceux en raison des nombreux accidents au début de sa carrière qui lui valurent son surnom de Old Hoodoo (« Vieux Porte-malheur »). Parmi ces incidents figuraient des problèmes pendant la construction, un échouement à Newport à Rhode Island et une inondation alors qu'il était amarré dans le port de New York qui coûta la vie à plusieurs marins. Sa réputation s'améliora pendant la guerre hispano-américaine quand il participa au blocus de Cuba et combattit lors de la bataille de Santiago de Cuba le 3 juillet 1898.
Après la guerre, il revint à un service de temps de paix et subit plusieurs refontes. Il fut ensuite stationné à Charleston en Caroline du Sud en 1908 puis renommé USS San Marcos en 1911 pour que son nom soit utilisé pour un nouveau cuirassé, le BB-35. Il fut utilisé comme navire cible et coula le 21 mars 1911 dans la baie de Chesapeake. Son épave fut utilisée comme cible d'artillerie pendant la Seconde Guerre mondiale avant d'être démolie en 1959 en raison du danger qu'elle représentait pour la navigation.

## Contexte

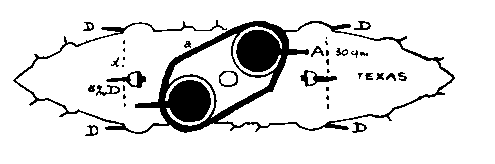
Plan de l'USS Texas tiré de l'édition de 1900 du Jane's Fighting Ships. Les 'A' et 'D' indiquent respectivement l'emplacement des canons de 305 et 152 mm

La livraison du cuirassé Riachuelo (en) construit en Grande-Bretagne au Brésil en 1883 et l'acquisition d'autres navires de guerre modernes européens par ce dernier, l'Argentine et le Chili inquiétèrent le gouvernement américain car la Marine brésilienne était devenue la plus puissante des Amériques. Le président du comité sur les questions navales, Hilary A. Herbert, déclara devant le Congrès des États-Unis : « si l'ensemble de notre vieille marine était amenée en haute-mer et devait affronter le Riachuelo, il est peu probable qu'un seul navire arborant le pavillon américain rentrerait au port ».
Le Naval Advisory Board (« Comité consultatif sur la Marine »), confronté à la menace potentielle d'un blocus des côtes américaines, commença à envisager le déploiement de deux nouveaux navires en 1884. Ces derniers devraient pouvoir entrer dans les cales sèches existantes et avoir un faible tirant d'eau pour pouvoir entrer dans toutes les principales bases américaines. Ils devaient pouvoir atteindre 17 nœuds (31 km/h) pour un déplacement d'environ 6 000 tonnes. Pour que l'artillerie principale puisse tirer vers l'avant et l'arrière, les canons étaient positionnés sur des sponsons de chaque côté du navire et en échelon pour qu'ils puissent tirer en travers du pont. Le premier des deux navires, conçu comme un croiseur cuirassé armé de quatre canons de 10 pouces (254 mm) devint l'USS Maine ; l'autre avec deux canons de 12 pouces (305 mm) devint l'USS Texas.
Le Département de la Marine des États-Unis lança un appel d'offres international pour l'USS Texas qui fut remporté par la société britannique Naval Construction & Armament Co. La tourelle avant était placée à bâbord tandis que celle à l'arrière se trouvait à tribord. La disposition de son armement principal limitait en théorie sa capacité à tirer par bordées, un atout décisif lors d'une ligne de bataille. Pour autoriser une certaine forme de tir latéral, la superstructure de l'USS Texas fut divisée en trois parties. Cela laissait des ouvertures au niveau des tourelles qui pouvaient ainsi tirer en travers du pont même si leur champ de tir restait très limité. Néanmoins, ni le pont, ni la superstructure ne furent renforcés pour résister au souffle provoqué par les tirs et cela fut illustré lors de la bataille de Santiago de Cuba.
Ces inconvénients de la disposition en échelon étaient connus et les marines européennes cessèrent de l'utiliser durant la construction de l'USS Texas. Le Board on Construction envisagea une refonte complète qui aurait placé les canons de l'USS Texas sur la ligne médiane du navire soit dans deux tourelles uniques ou dans une seule tourelle double. Les travaux de construction étaient néanmoins déjà très avancés et le secrétaire à la Marine Benjamin Tracy n'autorisa que des modifications mineures.

## Caractéristiques générales
L'USS Texas mesurait 94,1 m de long avec une largeur de 19,5 m, un tirant d'eau maximum de 7,5 m et un déplacement de 6 417 tonnes. Sa coque était divisée par une cloison étanche longitudinale séparant les machines et les chaudières. L'inondation asymétrique des compartiments latéraux posa de graves problèmes de stabilité. Le navire disposait d'un double fond qui couvrait la plus grande partie de la coque. Sa hauteur métacentrique était de 0,8 m et il disposait d'un éperon de proue.

### Propulsion
Les machines de l'USS Texas furent construites par la Richmond Locomotive and Machine Works de Richmond en Virginie. Il disposait de deux machines à vapeur à triple expansion séparées par la cloison étanche longitudinale pour une puissance totale de 8 610 chevaux-vapeur (6,4 MW) qui entraînaient chacune un axe d'hélice. Quatre chaudières fournissaient de la vapeur à 1 210 kPa aux machines. Lors des essais l'USS Texas atteignit la vitesse de 17,8 nœuds (33 km/h) soit plus que les 17 nœuds (31 km/h) exigés par le cahier des charges. Il pouvait transporter un maximum de 796 tonnes de charbon et emportait aussi deux petits générateurs électriques pour alimenter les projecteurs et fournir l'éclairage du navire.

### Armement

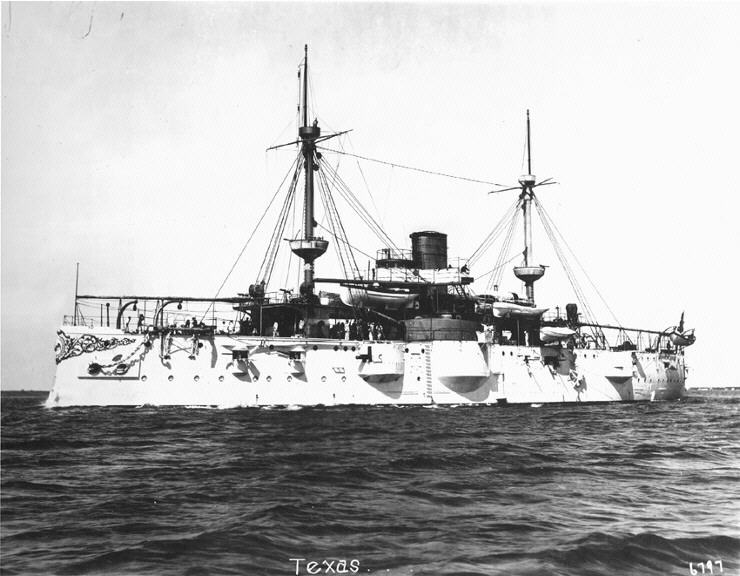
L'USS Texas avant la guerre hispano-américaine. Les casemates situées dans la coque sont clairement visibles.

La batterie principale de l'USS Texas était composée de deux canons de 12 pouces (305 mm) calibre 35 ayant une hausse de -5 à +15°. Les obus pesaient 870 livres (395 kg) et étaient tirés à la vitesse initiale de 640 m/s. Les canons avaient une portée de 11 000 m à la hausse maximale et chacun disposait de 80 obus. Les canons étaient montés dans des tourelles simples ; celle de l'avant se trouvait sur un sponson à tribord et celle à l'arrière était à bâbord. Comme les chargeurs des canons se trouvaient à l'extérieur des tourelles, ils ne pouvaient être rechargés que lorsqu'ils étaient orientés vers l'avant ou à 90° vers l'extérieur. Cette caractéristique courante chez les cuirassés d'avant les années 1890 fut néanmoins modifiée et des chargeurs furent installés à l'intérieur des tourelles juste avant le début de la guerre hispano-américaine.
Quatre des six canons de 6 pouces (152 mm) étaient installés dans des casemates dans la coque et les deux derniers étaient montés dans des barbettes sur le pont principal. Les informations sont parcellaires mais ils avaient probablement une hausse de -7 à +12° et tiraient des obus de 105 livres (48 kg) à environ 590 m/s à une distance maximale de 8 200 m.
L'armement anti-torpilleur était composé de 12 canons de 57 mm situés dans des casemates au niveau de la coque. Ils tiraient des obus d'environ 6 livres (3 kg) à environ 538 m/s au rythme de 20 par minute jusqu'à 8 000 m. L'armement plus léger comprenait quatre canons de 37 mm, deux étaient situés à l'avant et à l'arrière de la superstructure et chaque hune en possédait un. Ils tiraient des obus d'environ 1,1 livres (0,5 kg) à environ 610 m/s au rythme de 30 par minute jusqu'à 3 200 m.
L'USS Texas possédait quatre tubes lance-torpilles de 14 pouces (356 mm) au-dessus de l'eau ; il y avait un tube à la proue, à la poupe et de chaque côté vers l'arrière du navire. Il était également conçu pour embarquer deux petits torpilleurs à vapeur de avec un tube lance-torpille et un canon de 37 mm mais leur construction fut annulée après les performances décevantes de ceux destinés à l'USS Maine.

### Protection
La ceinture blindée au niveau de la ligne de flottaison faite avec de l'acier Harvey (en) avait une épaisseur maximale de 12 pouces (305 mm) et s'affinait à 6 pouces (152 mm) à son extrémité inférieure. Elle mesurait 57,3 m de long et protégeait les machines. Sa hauteur était de 2,1 m dont 0,9 m se trouvait au-dessus de la ligne de flottaison prévue. Elle se prolongeait sur 5,2 m et se réduisait à 8 pouces (203 mm) à l'intérieur du navire à chaque extrémité pour le protéger des tirs de balayage. Le pont blindé de 2 pouces (51 mm) d'épaisseur était incliné de chaque côté et son épaisseur passait à 3 pouces (76 mm) ; Ce blindage descendait également dans la coque aux extrémités du navire. Une citadelle blindée se trouvait au centre du navire et protégeait les éléments des tourelles et la base du château,.
Les flancs des tourelles circulaires avaient une épaisseur de 12 pouces (305 mm) avec des toits épais d'un pouce. Le château était protégé par des parois de 9 pouces (229 mm) et ses tubes acoustiques et les câbles électriques se trouvaient à l'intérieur de tubes blindés. Les tuyaux courant sous le pont blindé n'étaient initialement pas protégés mais des tubes de protection furent installés lors de la refonte de 1902. Au centre du navire, leur épaisseur d'un pouce passait à 2 pouces (51 mm) sur les flancs du navire,.
Les parties situées au-dessus de la ceinture blindée et aux extrémités du navire n'étaient presque pas protégées. Cela rendait l'USS Texas vulnérable aux canons à tir rapide utilisant des obus explosifs. Cela n'était pas considéré comme une véritable menace au moment de sa conception mais cela le devint quelques années plus tard.

## Construction
La construction de l'USS Texas fut autorisée par le Congrès le 3 août 1886. Le début de la construction fut retardé pendant près de huit mois en raison d'inquiétudes sur sa stabilité. Sa quille fut posée le 1er juin 1889 dans le Norfolk Naval Shipyard de Portsmouth en Virginie. Il fut lancé le 28 juin 1892 et baptisé par Madge Houston Williams, la petite-fille de Samuel Houston, ancien sénateur, représentant et gouverneur du Texas. Sa mise en service eut lieu le 15 août avec le capitaine Henry Glass.

## Carrière opérationnelle

### Premières années
Lorsqu'il fut placé en cale sèche dans le New York Navy Yard juste après ses premiers essais en mer, plusieurs défauts structurels furent repérés. Plusieurs charpentes des ponts étaient abîmées et le mastic près de la quille s'était fissuré. Ses charpentes furent renforcées par des plaques métalliques et le mastic fut refait mais cela entraîna des inquiétudes quant à son intégrité structurelle. Les ingénieurs déterminèrent qu'un renforcement de la coque était nécessaire ; les actions entreprises ne sont pas connues mais elles coûtèrent 39 450 $ (963 000 $ de 2011) et durèrent plusieurs mois. Les modifications accrurent son déplacement de 31,5 tonnes, son tirant d'eau de 51 mm et firent monter à hauteur métacentrique de 0,84 m.
Le navire s'échoua près de Newport à Rhode Island en septembre 1896. Une erreur humaine associée à une défaillance du sonar furent accusés et quelques officiers, dont le futur gouverneur de Guam Alfred Walton Hinds, furent publiquement réprimandés. Le 9 novembre 1896, alors qu'il était en réparations à New York, l'attache sécurisant la vanne d'injection principale de la salle des machines tribord se cassa. La pression de l'eau fit sauter la valve et le compartiment fut inondé. Des fuites dans les portes étanches, les tubes acoustiques et les trous dans les cloisons étanches pour le passage des câbles électriques permirent à l'eau de se répandre dans l'autre salle des machines, les soutes à charbon et une grande partie des magasins. Le navire se posa sur le fond mais l'eau était peu profonde et cela facilita les efforts de renflouement. Le 11, une grande partie de l'eau avait été pompée mais son tirant d'eau était encore trop important pour qu'il puisse entrer dans la cale sèche. Près de 270 tonnes de charbon durent être enlevés pour l'alléger.
Après les réparations, l'USS Texas fut assigné à l'escadre de l'Atlantique Nord et patrouilla le long de la côte Est des États-Unis. En février 1897, il quitta l'Atlantique et se rendit dans le golfe du Mexique. Il arriva à Galveston au Texas le 16 février et s'ancra dans 11 m d'eau. Le pilote local assura au capitaine qu'il s'agissait du meilleur emplacement pour un navire de la taille de l'USS Texas. Une forte marée la poussa néanmoins vers un banc de sable ou il resta immobilisé malgré l'intervention d'un vapeur. Le lendemain, il parvint à s'extraire de son banc de sable à l'aide de son ancre bâbord et d'un remorqueur. Ces incidents lui donnèrent une réputation de navire maudit ou malchanceux et lui valurent son surnom de Old Hoodoo (« Vieux Porte-malheur »).
Il retourna sur la côte Est en mars 1897. Ses tubes lance-torpille avant et arrière furent retirés en juin et de nouvelles optiques furent installées sur les tourelles entre le 14 juillet et le 12 août. Au début de l'année 1898, il s'arrêta à Key West en Floride durant une traversée vers Galveston où il arriva à la mi-février. De retour dans l'Atlantique le mois suivant, il arriva à Hampton Roads le 24 mars et reprit ses missions avec l'escadre de l'Atlantique Nord.

### Guerre hispano-américaine

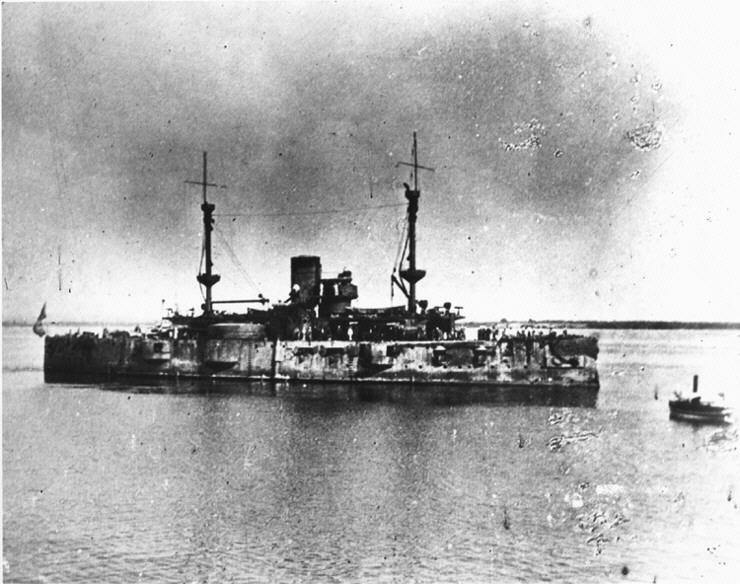
L'USS Texas dans les eaux cubaines, mai-juillet 1898

Au début du printemps 1898, la guerre éclata entre les États-Unis et l'Espagne au sujet de la guerre d'indépendance cubaine et la supposée destruction de l'USS Maine par les Espagnols dans le port de La Havane le 15 février 1898. Le 18 mai, l'USS Texas sous le commandement du capitaine John W. Philip se trouvait à Key West prêt au combat.
Le 21 mai, le cuirassé arriva au large de Cienfuegos avec le Flying Squadron pour mettre en place le blocus de la côte cubaine. Après un retour à Key West pour se ravitailler en charbon, l'USS Texas se déploya au large de Santiago de Cuba le 27 mai. Il patrouilla au large du port jusqu'au 11 juin lorsqu'il fit une reconnaissance dans la baie de Guantánamo pour soutenir le débarquement des soldats américains. Le lendemain, il débarqua trois pièces d'artillerie et deux mitrailleuses à la demande du commandant du groupe expéditionnaire. Durant les cinq semaines suivantes, le cuirassé patrouilla entre Santiago de Cuba et la baie de Guantánamo. Le 16 juin, il rejoignit le croiseur USS Marblehead pour bombarder le fort de Cayo del Tore. Le bombardement ne dura qu'une heure et seize minutes mais anéantit la forteresse.
Le 3 juillet, il passait au large de Santiago de Cuba quand la flotte espagnole menée par l'amiral Pascual Cervera y Topete essaya de s'échapper. L'USS Texas, les cuirassés USS Indiana et Iowa et le croiseur USS Gloucester engagèrent les croiseurs cuirassés Vizcaya, Almirante Oquendo, Infanta Maria Teresa et Cristóbal Colón et deux destroyers-torpilleurs.
Durant cette bataille, les deux destroyers rompirent rapidement le combat et s'échouèrent volontairement et les autres navires espagnols lourdement endommagés par l'artillerie américaine firent de même. L'USS Texas fut légèrement endommagé par l'impact d'un obus de 6 pouces (152 mm) sur le côté tribord. Plusieurs dorades furent détruites et la superstructure fut criblée par les éclats.
La défaite de la flotte espagnole aida à sceller le destin de Santiago de Cuba qui tomba le 17 juillet. Le lendemain, l'Espagne entama des négociations de paix et les navires américains rentrèrent aux États-Unis avant la signature d'un protocole de paix le 12 août. L'USS Texas arriva à New York le 31 juillet et le capitaine Philip fut promu commodore le 10 août.
À la fin du mois de novembre, l'USS Texas reprit ses activités de patrouille le long de la côte Est et réalisa quelques traversées jusqu'à San Juan sur Porto Rico et La Havane.

### Après-guerre

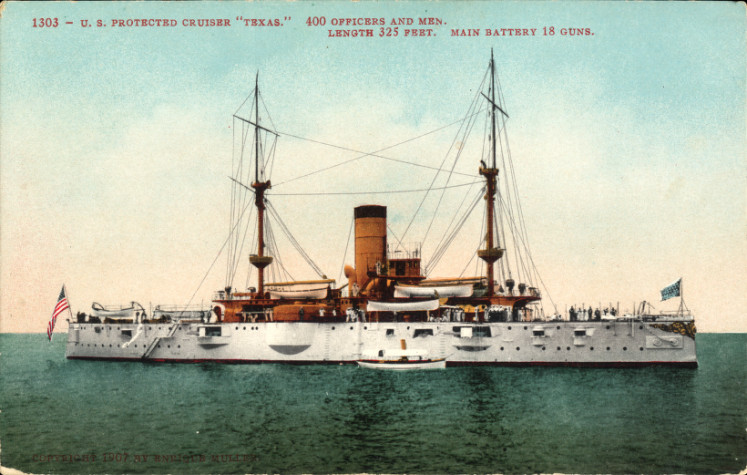
Carte postale de 1907 sur l'USS Texas

L'USS Texas fut retiré du service pour une refonte prolongée le 3 novembre 1900 au Norfolk Navy Yard et retourna en service actif le 3 novembre 1902. Durant ces travaux, sa cheminée et ses mats furent surélevés, la protection pour les soutes à obus de 12 pouces fut doublée et les tubes lance-torpille latéraux furent retirés. Lors d'une traversée vers La Nouvelle-Orléans en Louisiane en février 1904, l'USS Texas ne parvint pas à dépasser les 13,9 nœuds (26 km/h). En 1904, ses quatre canons de six pouces calibre 30 furent remplacés par des calibre 35 plus puissants et deux canons de 37 mm furent supprimés. Il devint navire amiral de l'escadre de la Côte jusqu'en 1905 et y resta assigné même après que son commandant ait changé de navire.
L'USS Texas fut brièvement retiré du service entre le 11 janvier et le 1er septembre 1908. La même année, il fut affecté à la base navale de Charleston en Caroline du Sud. Considéré comme obsolète en 1911, il devint un navire cible pour permettre à la Marine d'évaluer les effets des obus modernes sur les parties protégées ou non du navire, la probabilité d'un impact sous-marin et leur profondeur, les effets des impacts sur les canalisations, l'inflammabilité des éléments du navire ou l'orientation des obus tirés à longue distance. Il reçut donc tous les équipements militaires nécessaires au combat et des mannequins furent installés pour évaluer les effets sur l'équipage. On ne sait pas si les munitions et les charges propulsives furent laissées à bord du navire pour les tests. La préparation du navire coûta 29 422 $ (535 000 $ de 2011).

### USSSan Marcos
Le 15 février 1911, il fut renommé USS San Marcos pour que le nom Texas soit attribué au cuirassé numéro BB-35. Il fut coulé dans les eaux peu profondes de la baie de Chesapeake le 21 mars 1911 par les tirs du cuirassé USS New Hampshire. Aucune évaluation détaillée ne fut menée mais il fut noté que la coque avait été percée par plusieurs obus sous la ligne de flottaison tandis que les superstructures avaient été démolies. L'épave fut utilisée pour un test de torpilles le 6 avril et le 10 octobre 1911, son nom fut rayé des cadres du Naval Vessel Register. Une tour en treillis, similaire à celles utilisées sur les dreadnoughts de la classe Florida, fut érigée sur l'épave de l'USS San Marcos et testée contre des obus de 12 pouces (305 mm) tirés par le monitor USS Tallahassee d'une distance de 1 000 yards (914 m) le 21 août 1912. Même si la tour fut détruite au bout de neuf tirs, il fut jugé qu'elle s'était très bien comportée.
L'USS San Marcos fut utilisé pour des tests d'artillerie pendant la Seconde Guerre mondiale même si cela signifiait généralement qu'il servait de point d'ancrage pour une cible en toile. Dans les années 1950, il fut néanmoins considéré qu'il représentait une menace pour la navigation. Des tonnes d'explosifs furent utilisés en janvier 1959 pour démolir les parties supérieures et enfoncer la coque dans la vase où elle se trouve encore aujourd'hui.